# Dominique Bozzi
Dominique Bozzi (ur. 3 lipca 1971 w Ajaccio) – francuski kolarz szosowy, wicemistrz świata.

## Kariera
Największy sukces w karierze osiągnął w 1994 roku, kiedy reprezentacja Francji w składzie: Jean-François Anti, Dominique Bozzi, Pascal Deramé i Christophe Moreau zdobyła srebrny medal w drużynowej jeździe na czas podczas mistrzostw świata w Agrigento. Był to jednak jedyny medal wywalczony przez niego na międzynarodowej imprezie tej rangi. Ponadto w tej samej konkurencji zdobył też brązowy medal na rozgrywanych w 1993 roku igrzyskach śródziemnomorskich w Roussillon. W 1993 roku wygrał Ruban Granitier Breton, a w 2001 roku był najlepszy w klasyfikacji generalnej Tour de Corse. Nigdy nie wystąpił na igrzyskach olimpijskich. W 1997 roku zakończył karierę.